# Budai-berkenye
A Budai-berkenye (Sorbus budaiana) a rózsafélék családjába, ezen belül a berkenyék (Sorbus) növénynemzetségébe tartozó növényfaj, amelyet Kárpáti Zoltán botanikus írt le különálló taxonként, 1960-ban. A lisztes berkenye (Sorbus aria) rokonsági körébe tartozó több mint negyven, közelrokon és átmeneti hibridogén eredetű állandósult kisfaj egyike.
Önálló faji besorolása a nemzetközi botanikai színtéren vitatott, emellett nem túl szerencsés az sem, hogy személynévi eredetű magyar neve majdnem azonos a már korábban leírt budai berkenye nevével.

## Védettsége
Magyarországon 1982 óta védett faj, természetvédelmi értéke jelenleg (2017-es állapot szerint) 10 000 forint.